# Anwar Wagdi
Anwar Wagdy (en árabe: أنور وجدى; 11 de octubre de 1904 - 14 de mayo de 1955) fue un actor, escritor, director y productor de cine egipcio.

## Biografía
Anwar nació en el distrito de El Daher en la ciudad de El Cairo, en el seno de una familia de ascendencia siria. Su padre, Yehia Wagdy El-Fattal, emigró de Egipto hacia Siria con su familia en el siglo XIX por motivos económicos. La madre de Anwar, Muhiba El-Rikaby, también nació en El Cairo. Aunque su familia era de condición humilde, Anwar era reconocido por su ambición y por su deseo de amasar una gran fortuna. Estuvo casado con las actrices Elham Hussein, Leila Mourad y Leila Fawzy. Falleció a los 51 años en Suecia mientras se encontraba internado por el tratamiento de un desorden genético en sus riñones.

## Carrera
Anwar Wagdy empezó su carrera en la actuación como un extra en la producción teatral Julio César de Youssef Wahbi en 1922. Rápidamente logró el estrellato en su país, participando en aproximadamente 92 películas como actor o director entre 1932 y 1955. Obtuvo un mayor éxito cuando compartió escena en la pantalla grande con su esposa, la actriz egipcia Leila Mourad.
Youssef Wahbi dirigió la película Defense en 1934 y contrató a Anwar Wagdy para que participara en la misma. Después de que la película fallara económicamente, Anwar se unió al teatro nacional, institución fundada en 1935. Luego de su experiencia en las tablas, el actor se dio cuenta de que su perfil encajaba mejor en las producciones cinematográficas. Durante ese periodo realizó la película Wings of the Desert en 1939. Wagdy se convirtió en una estrella en su país, representando frecuentemente a villanos multimillonarios en sus películas.

## Filmografía seleccionada

### Como actor
- Agnihat el sahara (1939)
- El warsha (1941)
- Leila fil zalam (1944)
- Kedb fi kedb (1944)
- Gharam wa enteqam (1944)
- Tahia el rajala (1945)
- Ragaa (1945)
- Madinat el ghajar (1945)
- Lailat el jumaa (1945)
- Lailat el haz (1945)
- Kubla fi Lubnan (1945)
- Kataltu waladi (1945)
- El-qalb louh wahid (1945)
- El hayat kefah (1945)
- Bayn narayn (1945)
- Aheb el baladi (1945)
- Sirr abi (1946)
- Leila bint el fukara (1946)
- El zalla el kabira (1946)
- Aroussa lel ajar (1946)
- Ard el Nil (1946)
- Ana wa ibn ammi (1946)
- Leila bint el agnia (1947)
- Kalbi dalili (1947)
- Fatmah (1947)
- Talak Suad hanem (1948)
- El hawae wa el chabab (1948)
- Ghazal Al Banat (1949)
- Shebbak habibi (1951)
- El sabaa effendi (1951)
- Amir el antikam (1951)
- Raya wa Sekina (1953)
- Dahab (1953)
- Kuloub el naas (1954)
- Khatafa mirati (1954)
- El Wahsh (1954)
- Arbah banat wa zabit (1954)

### Como director
- Leila bint el fukara (1946)
- Leila bint el agnia (1947)
- Kalbi dalili (1947)
- Talak Suad hanem (1948)
- Ghazal Al Banat (1949)
- Yasmine (1951)
- Lailet el henna (1951)
- Katr el nada (1952)
- Habib el ruh (1952)
- Dahab (1953)
- Bint el akaber (1953)
- Arbah banat wa zabit (1954)

### Como escritor
- Ghazal Al Banat (1949)